# Cyclophora alba
Cyclophora alba är en fjärilsart som beskrevs av Edward Alfred Cockayne 1952. Cyclophora alba ingår i släktet Cyclophora och familjen mätare. Inga underarter finns listade i Catalogue of Life.